# Landstingsvalget 1849
Landstingsvalget 1849 var det første landstingsvalg i Danmark. Den 21. december 1849 valgtes i alle kommuner et antal valgmænd i forhold til antallet af vælgere i kommunen. Valgmændene mødtes derefter 29 december i 11 landstingskredse og valgte 51 medlemmer af Landstinget.

## Valg af valgmænd
Alle købstæder og sognekommuner (benævnt sogneforstanderskabsdistikter i valgloven) udgjorde en valgmandskreds. Københavns 9 folketingsvalgkredse var hver også en valgmandskreds. Alle valgmandskredse valgte mindst en valgmand og derudover 1 for hver 100 vælgere i kredsen udover 149.
De stemmeberettigede var de samme som til folketingsvalg. Det vil sige uberygtede mænd som havde indfødsret og var fyldt 30 år og som havde boet i samme folketingsvalgkreds eller by i mindst 1 år, med undtagelse af tyende, umyndiggjorte, personer som havde fået fattighjælp som ikke var eftergivet eller tilbagebetalt, samt fallenter (se også Valgret#Valgrettens historie i Danmark).
Valgbare som valgmænd var alle vælgere i valgmandskredsen. Alle vælgere havde pligt til modtage valg, medmindre de havde en gyldig grund til at afslå valget. Hvis en valgt valgmand uden gyldig grund ikke deltog i landstingsvalget, var straffen en bøde på 20 rigsdaler som tilfaldt kommunens fattigkasse.
Valget foregik på offentlige møder hvor hver vælger efter tur mundtligt stemte på så mange valgmænd som skulle vælges i valgmandskredsen. De som fik flest stemmer, blev valgt.

## Landtingsvalgene
Valgene til Landstinget foregik i 11 landstingskredse som i alt valgte 51 landstingsmedlemmer.
Valgbare til Landstinget var uberygtede mænd som havde indfødsret og var fyldt 40 år og som i 1848 havde betalt mindst 200 rigsdaler i direkte skat til kommune eller stat, eller havde haft en indtægt på mindst 1200 rigsdaler. Hvis forholdet mellem antal indbyggere og antal valgbare i en landstingskreds var mindre end 1:1000, kunne antallet af valgbare forøges ved at medtage de som betalte mest i skat, indtil forholdet 1:1000 var nået.
Valgene var skriftlige og hemmelige. Hver valgmand udfyldte en stemmeseddel med det antal navne som der skulle vælges i valgkredsen. De som fik flest stemmer, blev valgt hvis de var på mere end halvdelen af stemmesedlerne. Dog skulle mindst 3 ud af 4 valgte have boet i landstingskredsen det seneste år. Hvis disse krav medførte at der ikke blev valgt nok landstingsmedlemmer, blev der holdt omvalg for de ubesatte pladser. Hvis der stadig ikke var valgt nok landstingsmedlemmer, blev der holdt yderligere bundne omvalg for de ubesatte pladser hvor der kun kunne stemmes på de som havde fået flest stemmer i forrige valg, indtil alle pladser var besat.

## Færøerne
Det blev besluttet ved lov af 29. december 1850 at udvide Landstinget med 1 medlem valgt på Færøerne som derved blev den 12. landstingskreds.

## Landstingskredsene
De 11 landstingskredse var:
1. Staden København (5 medlemmer)
2. Københavns, Frederiksborg og Holbæk Amt (8 medlemmer)
3. Sorø og Præstø Amt (5 medlemmer)
4. Bornholms Amt (1 medlem)
5. Maribo Amt (3 medlemmer)
6. Odense og Svendborg Amter (7 medlemmer)
7. Hjørring og Ålborg Amter (5 medlemmer)
8. Thisted Amt og dele af Viborg og Ringkøbing Amter (4 medlemmer)
9. Århus og Randers Amt og dele af Viborg Amt (6 medlemmer)
10. Vejle og Skanderborg Amter (4 medlemmer)
11. Ribe Amt og dele af Ringkøbing Amt (3 medlemmer)

Viborg Amt var delt mellem 8. og 9. landstingskreds. Den vestlige del bestående af købstaden Skive, og Nørre, Rødding, Harre, Hindborg og Fjends Herreder hørte til 8. landstingskreds. Den østlige del bestående af købstaden Viborg, og Rinds, Nørlyng, Sønderlyng, Lysgård, Hids, Houlbjerg og Middelsom Herreder hørte til 9. landstingskreds.
Ringkøbing Amt var delt mellem 8. og 11. landstingskreds. Den nordlige del bestående af købstæderne Holstebro og Lemvig, og Skodborg, Vandfuld, Hjerm, Ginding og Ulfborg Herreder hørte til 8. landstingskreds. Købstaden Ringkøbing, og Hammerum, Hind, Bølling og Nørre Horne Herreder hørte til 11. landstingskreds.

## De valgte landstingsmedlemmer

### 1. landstingskreds
- P.D. Bruun (Elberling & Elberling (1949, s. 77))
- H.P. Hansen (Elberling & Elberling (1949, s. 189))
- W.F. Treschow (Elberling & Elberling (1950, s. 245))
- Joakim Frederik Schouw, også valgt i 9. landstingskreds og modtog valget derfra (Elberling & Elberling (1950, s. 187))
- L.N. Hvidt, modtog ikke valget (Elberling & Elberling (1949, s. 225-226))

Suppleringsvalg
- O.C. Blechingberg, valgt ved suppleringsvalg 25. januar 1850 sammen med Ørsted i stedet for Schouw og Hvidt (Elberling & Elberling (1949, s. 48-49))
- A.S. Ørsted, valgt ved suppleringsvalg 25. januar 1850 sammen med Blechingberg i stedet for Schouw og Hvidt (Elberling & Elberling (1950, s. 278))

### 2. landstingskreds
- V.A. Borgen (Elberling & Elberling (1949, s. 60))
- Peder Hansen (Elberling & Elberling (1949, s. 201))
- Peder Jørgensen (Elberling & Elberling (1949, s. 282))
- N.P. Kirck (Elberling & Elberling (1949, s. 288-289))
- Carl Neergaard (Elberling & Elberling (1950, s. 72))
- Ole Nielsen (Elberling & Elberling (1950, s. 88))
- J.B. Olrik (Elberling & Elberling (1950, s. 103))
- C.V. Thalbitzer (Elberling & Elberling (1950, s. 234))

### 3. landstingskreds
- Frederik Johannsen (Elberling & Elberling (1949, s. 269-270))
- P.C. Kierkegaard (Elberling & Elberling (1949, s. 287-288))
- A.W. Moltke (Elberling & Elberling (1950, s. 52))
- A.A. Sørensen (Elberling & Elberling (1950, s. 222-223))
- Abraham Wessely (Elberling & Elberling (1950, s. 262))

### 4. landstingskreds
- L.V.H. Krabbe (Elberling & Elberling (1949, s. 304))

### 5. landstingskreds
- Knud Sidenius, nedlagde mandatet 18. juli 1850 (Elberling & Elberling (1950, s. 197))
- Henrik Stampe (Elberling & Elberling (1950, s. 209))
- P.H. Steffensen (Elberling & Elberling (1950, s. 213))

Suppleringsvalg
- Frederik Drejer, valgt ved suppleringsvalg 24. september 1850 i stedet for Sidenius (Elberling & Elberling (1949, s. 126-127))

### 6. landstingskreds
- D.A. Holberg, nedlagde mandatet 19. juni 1852 (Elberling & Elberling (1949, s. 216))
- Adolph Jørgensen (Elberling & Elberling (1949, s. 276))
- Christian Mortensen (Elberling & Elberling (1950, s. 55))
- Waldemar Oxholm (Elberling & Elberling (1950, s. 112))
- Gustav Schroll (Elberling & Elberling (1950, s. 189))
- Søren Sørensen (Elberling & Elberling (1950, s. 228))
- I.J. Unsgaard (Elberling & Elberling (1950, s. 253))

Suppleringsvalg
- Edvard Mau, valgt ved suppleringsvalg 8. september 1852 i stedet for Holberg (Elberling & Elberling (1949, s. 45))

### 7. landstingskreds
- P.C. Berthelsen (Elberling & Elberling (1949, s. 38))
- Christoffer Nyholm (Elberling & Elberling (1950, s. 97))
- Søren Pedersen (Elberling & Elberling (1950, s. 125))
- Jens Petersen (Elberling & Elberling (1950, s. 130))
- Carl Simony (Elberling & Elberling (1950, s. 199))

### 8. landstingskreds
- Thomas Funder (Elberling & Elberling (1949, s. 158))
- Thomas Neergaard, fratrådte 27. april 1852 (Elberling & Elberling (1950, s. 75))
- A.E.M. Tang (Elberling & Elberling (1950, s. 230))
- J.C. Voigt, fratrådte 26. august 1850 (Elberling & Elberling (1950, s. 272-273))

Suppleringsvalg
- Sognepræst Fabricius Leth valgt efter omvalg i stedet for Voigt 14. oktober 1850, fratrådt igen 24. maj 1852 (Elberling & Elberling (1950, s. 16))
- Gårdejer M.S. Mulvad valgt 7. juli 1852 (Elberling & Elberling (1950, s. 58))
- Overretsassessor Vilhelm Skeel valgt 7. juli 1852 (Elberling & Elberling (1950, s. 202))

### 9. landstingskreds
- M.P. Bruun (Elberling & Elberling (1949, s. 76-77))
- Christian Dahl (Elberling & Elberling (1949, s. 113))
- P.C. Jørgensen (Elberling & Elberling (1949, s. 283))
- S.L Køster (Elberling & Elberling (1949, s. 314))
- Ole Larsen (landstingsmand), nedlagde mandatet 19. september (Elberling & Elberling (1949, s. 10))
- Joakim Frederik Schouw, også valgt i 1. landstingskreds, modtog valget fra 9. landstingskreds. Han nedlagde mandatet 13. september 1850. (Elberling & Elberling (1950, s. 187))

Suppleringsvalg
- Vilhelm Bjerring, valgt ved suppleringsvalg 11. oktober 1850 i stedet for Schouw og Larsen (Elberling & Elberling (1949, s. 46-47))
- N.B. Krarup, valgt ved suppleringsvalg 11. oktober 1850 i stedet for Schouw og Larsen (Elberling & Elberling (1949, s. 306))

### 10. landstingskreds
- J.P. Frich, fratrådte 28. maj 1852 (Elberling & Elberling (1949, s. 154))
- J.P.C. Holst (Elberling & Elberling (1949, s. 221-222))
- Holger Reedtz, fratrådte 18. oktober 1851 (Elberling & Elberling (1950, s. 158))
- Frederik Schytte (Elberling & Elberling (1950, s. 192))

Suppleringsvalg
- Godsejer Mathias Lüttigchau valgt 21. november 1851. (Elberling & Elberling (1950, s. 33-34))
- Gårdmand Jens Jørgensen valgt 23. marts 1852 og fratrådt 27. maj 1853 fordi han blev valgt til Folketinget. (Elberling & Elberling (1949, s. 277-278))

### 11. landstingskreds
- P.C. Adler, døde 10. april 1851 (Elberling & Elberling (1949, s. 4-5))
- Knud Knudsen (Elberling & Elberling (1949, s. 295))
- August Nielsen, udtrådte 6. juni 1851 (Elberling & Elberling (1950, s. 78-79))

Suppleringsvalg
- Frederik Støcken, valgt ved suppleringsvalg 26. juni 1851 (Elberling & Elberling (1950, s. 219))

### 12. landstingskreds (Færøerne)
- Johan Wejhe, valgt 11. august 1851 (Elberling & Elberling (1950, s. 261))